# بوفیسل
بوفیسل (به فرانسوی: Beauficel) یک کمون (فرانسه) در فرانسه است که در canton of Sourdeval واقع شده‌است. بوفیسل ۹٫۱۳ کیلومتر مربع مساحت دارد.